# 张军钊
张军钊（1952年10月—2018年6月9日），原籍河南省南乐县，出生在北京市，中国电影导演。北京电影学院毕业。

## 生平
1952年，张军钊出生在北京市。后来，张军钊到新疆去当兵，在军队服役长达5年。1974年，张军钊担任新疆乌鲁木齐市团结剧场宣传干事。
1978年，恢复高考，张军钊看到《人民日报》上说北京电影学院招生，但是张军钊没有被录取，他的一个朋友把自己的名额送给了张军钊，使得张军钊去读了北京电影学院。
1982年，张军钊担任广西电影制片厂导演，张艺谋、陈凯歌、肖锋都曾在这里工作过。
1989年，张军钊担任广西电影制片厂副厂长、中国电影家协会会员、中国电影导演协会会员。
2018年6月9日早晨6时58分，张军钊在大连病逝，享年66岁。

## 作品

### 电影
| 年份 | 中文名           | 备注 |
| ---- | ---------------- | ---- |
| 1983 | 《一个和八个》   |      |
| 1984 | 《加油，中国队》 |      |
| 1985 | 《孤独的谋杀者》 |      |
| 1987 | 《弧光》         |      |
| 1989 | 《死拼》         |      |
| 1991 | 《台北女人》     |      |
| 1991 | 《花姊妹风流债》 |      |

### 电视剧
| 年份 | 中文名             | 备注 |
| ---- | ------------------ | ---- |
| 1982 | 《路》             |      |
| 1986 | 《绿之歌》         |      |
| 1987 | 《爱在夏夜里燃烧》 |      |
| 1990 | 《生死之间》       |      |
| 1995 | 《李正海》         |      |
| 1997 | 《伍千万美金归你》 |      |
| 1998 | 《福州国际绑架案》 |      |
| 2000 | 《红蜘蛛》         |      |
| 2001 | 《花季有风》       |      |
| 2002 | 《玲珑女》         |      |

## 奖项
1983年，《一个和八个》，广西艺术节获一等奖“铜鼓奖”。
1989年，《弧光》，莫斯科国际电影节“生活之毯特别奖”。
1990年，《生死之间》，西南六省市电视剧一等奖，中南六省市电视剧一等奖。